# Eric Nelander
Eric Malte Nelander (i riksdagen kallad Nelander i Trelleborg), född 7 juni 1902 i Trelleborg, död där 26 juli 1981, var en svensk järnvägstjänsteman och politiker (folkpartist).
Eric Nelander, som var son till en skomakare, var tjänsteman vid Landskrona-Lund-Trelleborgs Järnvägs AB 1918–1940 och därefter vid Statens Järnvägar till 1967, bland annat som chef för tågfärjestationen i Trelleborg. Han var ledamot av Trelleborgs stadsfullmäktige 1935–1958 och var även ordförande för folkpartiets valkretsförbund (motsvarande länsförbund) i Malmöhus län 1954–1972. Han var också aktiv i Frälsningsarmén.
Han var riksdagsledamot för Malmöhus läns valkrets 1953–1973, fram till 1970 i andra kammaren och från 1971 i enkammarriksdagen. I riksdagen var han bland annat ledamot i konstitutionsutskottet 1968–1973 och ordförande i riksdagens kristna grupp 1957–1970. Han var särskilt engagerad i religionsfrågor, alkoholpolitik och utlandsbistånd.
Gift med Albertina Nelander, född Svensson. Kallad Tina.